# Antonije Žalica
Antonije Žalica (ur. 1959 w Sarajewie) – bośniacki pisarz i reżyser filmów dokumentalnych.
Urodził się w Sarajewie, gdzie ukończył studia filologiczne. 
Zadebiutował w 1984 r. tomikiem poezji Tilt. Opublikował na łamach czasopism kilka opowiadań i nowel, rozwijając jednocześnie swe zainteresowania filmem dokumentalnym. Nakręcony przez niego film Osiem lat później (Osam godina posle, wespół z Ademirem Kenoviciem) otrzymał główną nagrodę na biennale filmowym w Pizie. Inny jego film, pt. Sarajewskie anioły (Anđeli u Sarajevu) został przez Europejską Akademię Filmową nagrodzony "Feliksem" w kategorii Europejski Dokumentalny Film Roku.
W 1993 r. wyemigrował do Amsterdamu, gdzie kontynuuje swoją pracę artystyczną. Bierze czynny udział w organizacji wspomagającej pisarzy i dziennikarzy, którzy zostali zmuszeni do emigracji.
W przekładzie na język polski ukazał się tom Ślad smoczej łapy (Trag zmajeve šape, Sejny 1999, przekł. Magdalena Petryńska), obejmujący luźno powiązane ze sobą teksty, układające się w cykl. Przedstawiają one obrazki z życia oblężonego Sarajewa podczas wojny bośniackiej. Opowiadania unikają jednak patosu i przedstawiają raczej próby normalnego życia w nienormalnych warunkach.